# Stade Olympique de Châtellerault
O SO Châtellerault é um clube de futebol francês fundado em 21 de novembro de 1914. Sua sede fica na cidade de Châtellerault.

## Títulos
- DH Centre-Ouest: 1949–50, 1952–53, 1958–59, 1967–68, 1970–71 e 1982–83.  [5]

- Coupe du Centre-Ouest: 1955–1956, 1970–1971 e 1990–91. [6]